# Число Фурье
Число, или критерий Фурье ({\displaystyle \mathrm {Fo} }) — один из критериев подобия нестационарных тепловых процессов. Характеризует соотношение между скоростью изменения тепловых условий в окружающей среде и скоростью перестройки поля температуры внутри рассматриваемой системы (тела), который зависит от размеров тела и коэффициента его температуропроводности:
{\displaystyle \mathrm {Fo} ={\frac {\chi t}{L^{2}}},}
где
- {\displaystyle \chi ={\frac {\lambda }{\rho c}}} — коэффициент температуропроводности,
- {\displaystyle t} — характерное время изменения внешних условий,
- {\displaystyle L} — характерный размер тела.

Число Фурье является критерием гомохронности тепловых процессов, то есть связывает времена различных эффектов.
Критерий назван в честь французского физика и математика Жана Фурье.

## Применяемость
Критерий Фурье вместе с критерием Био являются определяющими при решении задач нестационарной теплопроводности, описываемых уравнением теплопроводности. Определяемым критерием в таких задачах является безразмерная температура:
{\displaystyle \theta ={\frac {T-T_{f}}{T_{0}-T_{f}}},}
где
- {\displaystyle T} — текущая температура тела, К;
- {\displaystyle T_{f}} — температура среды;
- {\displaystyle T_{0}} — начальная температура тела.

Тогда безразмерная температура в точке выражается как функция от чисел Био и Фурье и безразмерной координаты точки:
{\displaystyle \theta =f(\mathrm {Bi} ;\;\mathrm {Fo} ;\;{\vec {r}}/l_{0}).}